# Hot & Nasty: The Best of Black Oak Arkansas
Albums de Black Oak Arkansas
The Black Attack Is Back
(1986) Live on the King Biscuit Flower Hour 1976
(1998)
Hot & Nasty:The Best of Black Oak Arkansas est un album de compilation du groupe de rock sudiste américain, Black Oak Arkansas.
Il est sorti sur Le label américain spécialisé en rééditions et compilations, Rhino Records

## Liste des titres
- Tous les titres sont signés par Black oak Arkansas, sauf indications.

1. Mean Woman (If You Ever Blues) (Rick Reynolds) - 2 min 52 s
(1969 : de l'album The Knowbody Else)
2. Uncle Lijah - 3 min 18 s
(1971 : de l'album Black Oak Arkansas)
3. Hot And Nasty - 2 min 55 s
(1971 : de l'album Black Oak Arkansas)
4. Lord Have Mercy On My Soul - 6 min 14 s
(1971 : de l'album Black Oak Arkansas)
5. When Electricity Came To Arkansas - 5 min 41 s
(1971 : de l'album Black Oak Arkansas)
6. Keep The Faith - 3 min 13 s
(1972 : de l'album Keep the Faith)
7. Fever In My Mind - 2 min 53 s
(1972 : de l'album Keep the Faith)
8. Hot Rod - 3 min 24 s
(1973 : de l'album Raunch'n'Roll Live)
9. Gravel Roads - 3 min 11 s
(1972 : de l'album If an Angel Came to See You, Would You Make Her Feel at Home?)
10. Mutants Of The Monster - 6 min 09 s
(1973 : de l'album Raunch'n'Roll Live)
11. Jim Dandy (To The Rescue) (Lincoln Chase (en)) - 2 min 40 s
(1973: de l'album High on the Hog)
12. Happy Hooker - 2 min 58 s
(1973 : de l'album High on the Hog)
13. Son Of a Gun - 4 min 33 s
(1974 : de l'album Street Party)
14. Dixie (traditionnel ; arrangement par Black Oak Arkansas) - 3 min 41 s
(1974: de l'album Street Party)
15. Everybody Wants To See Heaven (Nobody Wants To Die) - 3 min 08 s
(1974 : de l'album Street Party)
16. Diggin' For Gold - 3 min 37 s
(1975 : de l'album Ain't Life Grand)
17. Taxman (George Harrison) - 4 min 30 s
(1976 : de l'album Live!Mutha)
18. So You Want To Be A Rock 'N' Roll Star (Roger McGuinn / Chris Hillman) - 2 min 35 s
(1976 : de l'album 10 Yr Overnight Sucess)

## Musiciens
- Jim Dandy Mangrum : chant, planche à laver.
- Rickie Lee Reynolds : guitares, chœurs.
- Pat Daugherty : basse, chœurs.
- Stanley Knight : guitares, guitare solo, claviers, dobro.
- Harvey Jett : guitares, guitare solo, piano, banjo, chœurs.
- James Henderson : guitare, guitare solo, chœurs sur les titres de 16 à 18
- Wayne Evans : batterie, percussion sur les titres de 1 à 7
- Tommy Aldridge : batterie, percussion.